# ريتشيلورج (باد كاليه)
ريتشيلورج، باد كاليه (بالفرنسية: Richebourg, Pas-de-Calais)‏ هي بلدية تقع في إقليم باد كاليه من منطقة نور با دو كاليه في شمال فرنسا. تبلغ مساحة هذه المدينة 17.31 (كم²)، وترتفع عن سطح البحر 19 م، يبلغ عدد سكانها 2476 نسمة حسب إحصاء المعهد الوطني للإحصاء والدراسات الاقتصادية سنة 2009 م. وترأس Gérard Delahaye البلدية خلال فترة (2008-2014).